# Duško Vujošević
Duško Vujošević (Titograd, República Federal Popular de Yugoslavia, 3 de marzo de 1959) es un exjugador, y entrenador de baloncesto montenegrino que actualmente entrena al U-BT Cluj-Napoca.

## Trayectoria como entrenador
- KK Partizan (Serbia): 1986-1989.
- Club Deportivo Oximesa (España): 1989–1990.
- KK Partizan (Serbia): 1990–1991.
- Estrella Roja de Belgrado (Serbia): 1991-1992.
- Basket Brescia (Italia): 1992-1995.
- Olimpia Basket Pistoia (Italia): 1995-1997.
- Victoria Libertas Pesaro (Italia): 1997–1998.
- BKK Radnički (Serbia): 1999-2001.
- KK Partizan (Serbia): 2001-2010.
- PBC CSKA Moscú (Rusia[1]): 2010.
- KK Partizan (Serbia): 2012-2015.
- Limoges (Francia): 2016-2017.
- Selección de baloncesto de Bosnia y Herzegovina: 2017-2018.
- U-BT Cluj-Napoca (Rumanía): 2019-.

## Palmarés como entrenador
- 6× Liga Yugoslava de Baloncesto campeón (1987, 2002–2006)
- 2× Copa Yugoslava de Baloncesto campeón (1989, 2002)
- Copa Korać campeón (1989)
- 6× Liga Serbia de Baloncesto campeón (2007–2010, 2013–2014)
- 3× Copa Serbia de Baloncesto campeón (2008–2010)
- 5× ABA Liga campeón (2007–2010, 2013)

## Distinciones individuales
- Entrenador del Año de la Euroliga (2009)